# Exoletus
Exoletus è un termine gergale della lingua latina, participio perfetto passivo del verbo exolescere che significa "usurato/consumato con l'età". Nell'antica Roma il termine indicava generalmente una certa classe di maschi omosessuali, presumibilmente coloro che si dedicavano alla prostituzione maschile per professione in età adulta, anche se il suo significato preciso non è ancora del tutto chiaro agli storici.
Nel suo saggio sulla morale sessuale intitolato "Reati contro il proprio Sé", il filosofo britannico ottocentesco Jeremy Bentham ha fornito della parola la seguente definizione: Vi era un nome particolare indicante l'uomo che avesse avuto, oltre il breve periodo dell'adolescenza, la speranza di essere un oggetto del desiderio per una persona del suo stesso sesso. Erano chiamati exoleti. Nessun maschio dunque che avesse passato il breve periodo della giovinezza avrebbe potuto aspettarsi di trovare in qualche modo una qualsiasi reciprocità di affetto; egli deve essere stato odioso al ragazzo fin dall'inizio come nel breve tempo in cui era ragazzo lo era anche per lui. Gli oggetti di questo tipo di sensualità sarebbero quindi avvenuto solo nel campo della prostituzione comune.
Tuttavia, la parola a volte è applicata anche agli stessi adolescenti, puberes exoleti, come avviene nella Historia Augusta 7.5.4.4. In un saggio sull'arte erotica romana, John Pollini ha sostenuto che il termine non era indicativo dell'età, ma si riferiva a coloro che a forza di prostituirsi si erano fisicamente consumati, erano cioè divenuti exoleti a causa delle frequenti penetrazioni anali (quindi come caratteristica precisa del sesso anale).
John Boswell ha sostenuto che il termine "exoletus" distingue un prostituto attivo grezzo nell'aspetto e peloso da uno passivo effeminato, o catamite. Nell'articolo "Some Myths and Anomalies in the Study of Roman Sexuality" (Alcuni miti e anomalie della sessualità nell'antica Roma) pubblicato nel Journal of Homosexuality, James L. Butrica ha sostenuto che il termine non si riferiva necessariamente all'ambito della prostituzione.
La parola si ritrova in Seneca nelle Epistulae 95.24 e in Cicerone nelle Filippiche usata contro Marco Antonio per indicare i suoi ambigui comportamenti sessuali durante la gioventù, per essersi cioè concesso in una maniera interessata ad altri uomini.